# Huntington (miasto)
Huntington – miasto w Stanach Zjednoczonych, w stanie Nowy Jork, w hrabstwie Suffolk.
Z Huntington pochodzi Mariah Carey, amerykańska piosenkarka, kompozytorka, producentka muzyczna, aktorka, autorka tekstów piosenek i filantropka.